# Puntius cataractae
Puntius cataractae е вид лъчеперка от семейство Шаранови (Cyprinidae).

## Разпространение
Видът е ендемичен за река Каскада във Филипините и солените води на залива Мурсиелагос в Минданао.